# 孤山 (土卫六)

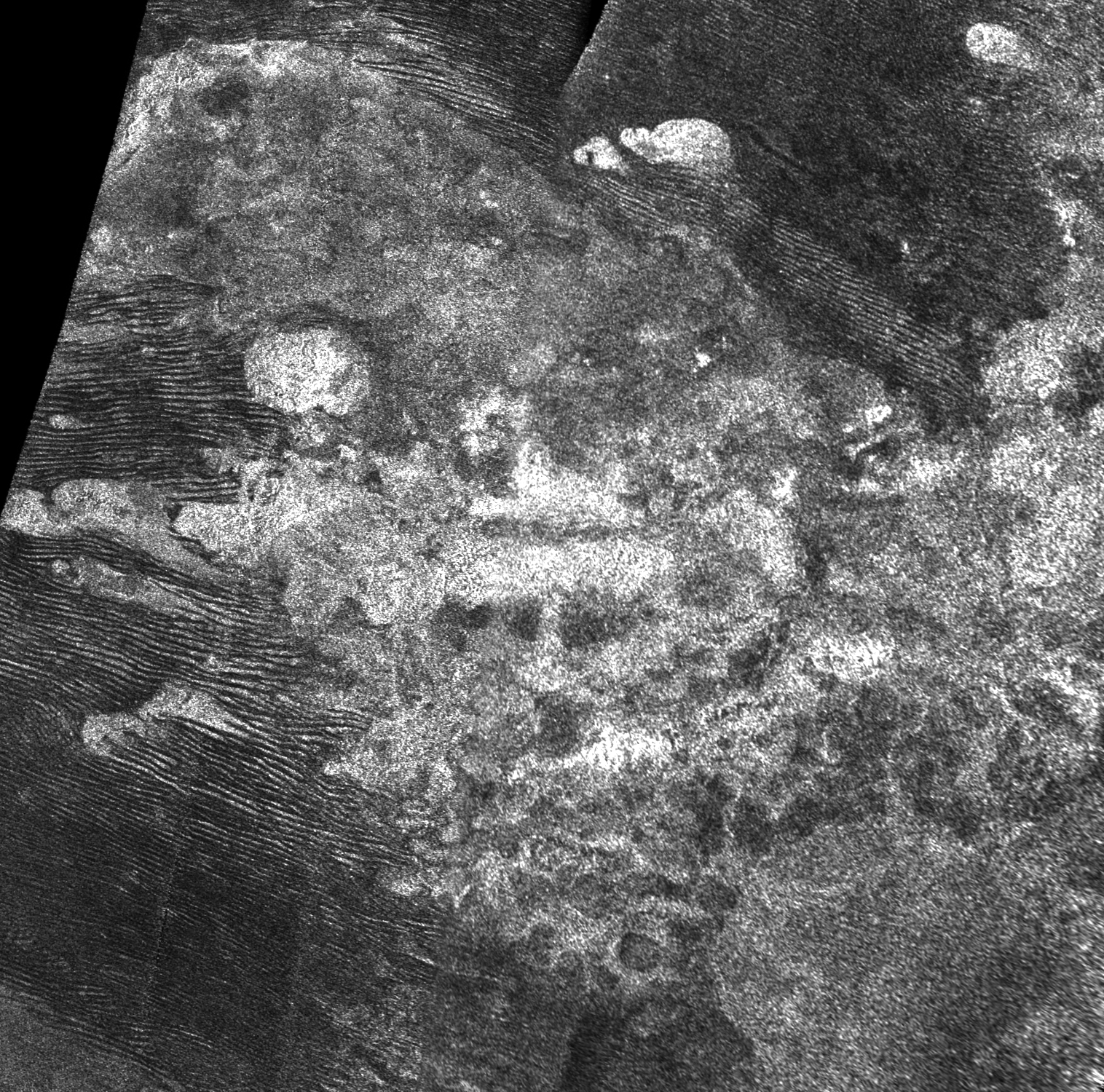
卡西尼号雷达图像（暗色条纹是沙丘）

孤山（Erebor Mons）是土星最大的卫星土卫六上的一座山丘，位于土卫六赤道附近南纬4-5度和西经35-36度处，其中心坐标为南纬4.97度、西经36.23度，直径40公里，高度超过1公里，北面和东侧分布有叶状流特征，可能是一座冰火山 。在它西南偏南面约470公里处则坐落着另一座更大的冰火山构造-末日山。
孤山是土卫六上已知最高的山脉之一，但在雷达或红外图像上很难辨识，只有在立体雷达数据允许构建高程图时，人们才发现了它。2007年2月22日和4月10日卡西尼号雷达对它进行了成像。
孤山取名自约.罗.鲁.托尔金虚构的中土大陆世界中出现的孤山，它最为人知的是在“《霍比特人》”一书中。该名称遵循了一种惯例，即土卫六上的山脉都以托尔金作品中的山脉名所命名，“孤山”一名于2012年11月13日正式公布。

## 另请查看
- 土卫六表面特征列表